# Muggenbeet (plaats)
Muggenbeet (Nedersaksisch: Mogg'nbeet) is een buurtschap in de gemeente Steenwijkerland, in de Kop van Overijssel, in de Nederlandse provincie Overijssel.
De buurtschap ligt niet ver van Blokzijl vandaan, nabij de provinciale weg N333 tussen Marknesse en Steenwijk en telt ongeveer 25 vaste inwoners. Enkele andere plaatsen in de buurt gelegen zijn Baarlo, Nederland, Scheerwolde en Wetering.
De naam is niet helemaal duidelijk. Voor de hand ligt verband te zien met de vele muggen die dit gebied rijk is. Er bestaat ook een andere verklaring. Het zou een verbastering zijn van mücken beecke. Deze verklaring is aanvechtbaar. De overgang van beek naar beet ligt etymologisch niet voor de hand. Het water De Muggenbeet stroomt nog steeds door het dorp en mondt uit in het vaarwater De Riete. Al in 1313 stond het dorp te boek als Mugghenbete.
De plaats ligt in het Nationaal Park Weerribben-Wieden.
| |  |  |
| Links: de buurtschap Muggenbeet. Rechts: De Muggenbeet (watergang) gezien vanuit het westen in de richting van De Riete |  |  |